# Кидиекова, Ирина Кононовна
Ирина Кононовна Кидиекова (26 января 1941, село Есино, Аскизский район, Хакасская автономная область — 12 июля 2019, Абакан, Республика Хакасия) — советский, хакасский искусствовед, этнограф, кандидат исторических наук. Член Союза журналистов России.

## Биография
Родилась 26 января 1941 года в семье учителей. После школы — студентка Института живописи, скульптуры и архитектуры им. И. Е. Репина, который закончила в 1968 году. В 1973—1976 годах — аспирантка в Государственном Эрмитаже. Участница научных экспедиций ГЭ с 1968 года. С 1977 года — научный сотрудник, с 1999 года — старший научный сотрудник Хакасского научно-исследовательского института языка, литературы и истории. Несколько лет, с 1993-го по 1995-й, были связаны с Парижем — там по линии ЮНЕСКО работала над подготовкой к изданию книг, посвящённых хакасским петроглифам. 17 апреля 2002 года защитила кандидатскую диссертацию на тему «Народное искусство в традиционной культуре хакасов».
Работала также в Хакасском телерадиокомитете редактором и телеведущим, преподавателем, директором Института гуманитарных исследований в Хакасском государственном университете имени Н. Ф. Катанова, в последние годы — искусствоведом Абаканской картинной галереи имени Ф. Е. Пронских. Она говорила: «На телевидении, в университете, в Хакасском научно-исследовательском институте языка, литературы и истории, во всех учреждениях, где пришлось трудиться, я будто проходила определённый этап жизни. А потом уходила, просто поставив точку. Жизнь моя не состоит из цельной дороги — видимо, такой я человек. Человек эпизода…»
Своими учителями в науке считала М. П. Грязнова, С. В. Иванова, Д. С. Лихачёва.
В сферу её научных интересов входили исследования на темы истории и этнографии народов Сибири, Крайнего Севера и Дальнего Востока; истории и этнографии хакасов; декоративно-прикладное искусство Хакасии; изобразительное искусство Хакасии; сакральное в традиционной культуре хакасов; хакасский костюм; хакасский орнамент; древнее искусство Хакасии.

## Краткая библиография
- О работе искусствоведческой экспедиции ХакНИИЯЛИ в 1969 г. // Ученые записки ХакНИИЯЛИ. Абакан. — 1971. — Вып. 16. — № 3. — С. 186—197.
- Техника хакасской вышивки // Проблемы истории Хакасии. — Абакан, 1979. — С. 141—152.
- Декоративно-прикладное искусство хакасов — часть художественной культуры этноса // Вопросы истории и культуры Южной Сибири. Абакан, 1991. — С. 127—139.
- Сопряжение духовного мира людей в паре золотых блях с изображением «всадников под деревом» из Сибирской коллекции Петра I // Северная Евразия от древности до средневековья: Материалы конференции к 90-летию со дня рождения М. П. Грязнова. СПб., 1992. — С. 24-26.
- Связь древних сюжетов наскальных изображений с народными мифами и терминологией хакасов // Pesumes des communications. Collogue "Petroglyphes d Asie Centrale: methodologie d etude d un art rupestre: Projet integral «Etude integrale des routes de la soie». Unesco. Paris, 1995. — С. 65-67.
- Орнамент хакасов. Абакан, 1997. — Ч. 1. 158 с.; Ч. 2. 109 с.
- Народное искусство в традиционной культуре хакасов Архивная копия от 13 июля 2019 на Wayback Machine // Абакан, 2002. Диссертация.
- Ымай — хоос — узор — оберег в хакасском орнаменте // Культурное наследие народов Сибири и Севера. Пятые Сибирские чтения. СПб., 2004. — Ч. 2. — С. 105—108.
- Тодыков Владимир Александрович // Славные люди хакасского народа. — Абакан: Хакасский научно-исследовательский институт языка, литературы и истории, 2010. — С. 34—35.